# Dundee FC
Dundee F.C. er en skotsk fodboldklub beliggende i byen Dundee. Deres største rival, Dundee United, spiller på et stadion lige ved siden af Dundee F.C.'s hjemmebane Dens Park. De to hjemmebaner er kendt for at være de tætteste placerede stadioner for to professionelle fodboldklubber i Storbritannien.

## Historiske slutplaceringer
| Sæson     | Niveau | Liga         | Placering | Kilde  |
| --------- | ------ | ------------ | --------- | ------ |
| 2025–2026 | 1.     | Premiership  | .         | [ 1 ]  |
| 2024–2025 | 1.     | Premiership  | 10.       | [ 2 ]  |
| 2023–2024 | 1.     | Premiership  | 6.        | [ 3 ]  |
| 2022–2023 | 2.     | Championship | 1.        | [ 4 ]  |
| 2021–2022 | 1.     | Premiership  | 12.       | [ 5 ]  |
| 2020–2021 | 2.     | Championship | 2.        | [ 6 ]  |
| 2019–2020 | 2.     | Championship | 3.        | [ 7 ]  |
| 2018–2019 | 1.     | Premiership  | 12.       | [ 8 ]  |
| 2017–2018 | 1.     | Premiership  | 9.        | [ 9 ]  |
| 2016–2017 | 1.     | Premiership  | 10.       | [ 10 ] |
| 2015–2016 | 1.     | Premiership  | 8.        | [ 11 ] |
| 2014–2015 | 1.     | Premiership  | 6.        | [ 12 ] |
| 2013–2014 | 2.     | Championship | 1.        | [ 13 ] |
| 2012–2013 | 1.     | Premiership  | 12.       | [ 14 ] |
| 2011–2012 | 2.     | Championship | 2.        | [ 15 ] |
| 2010–2011 | 2.     | Championship | 6.        | [ 16 ] |